# ナターサ・エルナンデス
ナターサ・エルナンデス（Natasha Hernandez 1966年4月19日- ）は、ベネズエラのカラカス出身の柔道選手。階級は61kg級。

## 人物
7歳の時に柔道を始めた。最初は56kg級の選手として1982年のパンナム選手権で優勝するなど活躍していたが、1984年に階級を61kg級に上げると、世界選手権では男女を通して南米大陸の選手では初めてとなる優勝を18歳6ヶ月にして成し遂げた。2018年現在もベネズエラ選手として唯一のメダリストとなっている。

## 主な戦績
56kg級での戦績
- 1980年 - パンナム選手権　2位
- 1981年 - イギリス国際　3位
- 1982年 - パンナム選手権　優勝
- 1983年 - パンアメリカン競技大会　2位

61kg級での戦績
- 1984年 - パンナム選手権　優勝
- 1984年 - 世界選手権　優勝
- 1986年 - パンナム選手権　優勝
- 1987年 - パンアメリカン競技大会　2位